# قطعنامه ۱۹۳۵ شورای امنیت
قطعنامه  ۱۹۳۵ شورای امنیت سازمان ملل متحد که در تاریخ ۳۰ جولای ۲۰۱۰ تصویب شد، سندی بین‌المللی دربارهٔ بررسی وضعیت در سودان است. این قطعنامه طی نشست ۶۳۶۶ام با ۱۵ رای موافق، ۰ مخالف و ۰ ممتنع تصویب شد.